# Pedell

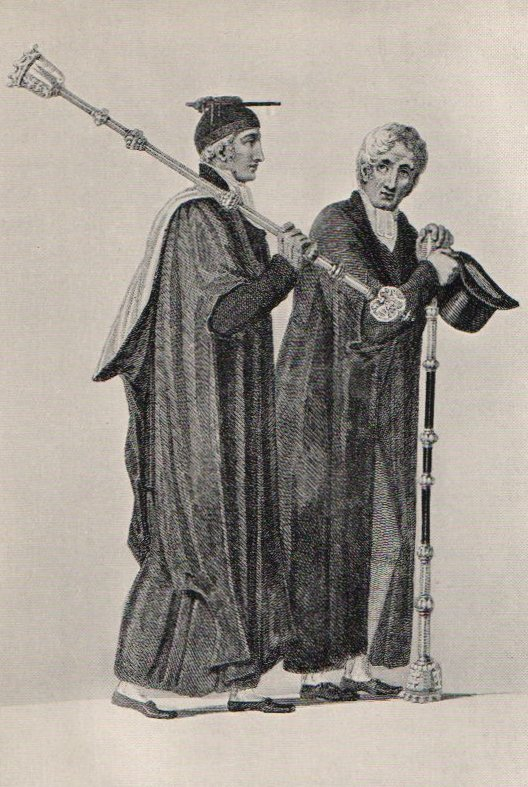
Pedelle mit Universitätszeptern, 1815 gestochen von Rudolph Ackermann in der History of the University of Cambridge

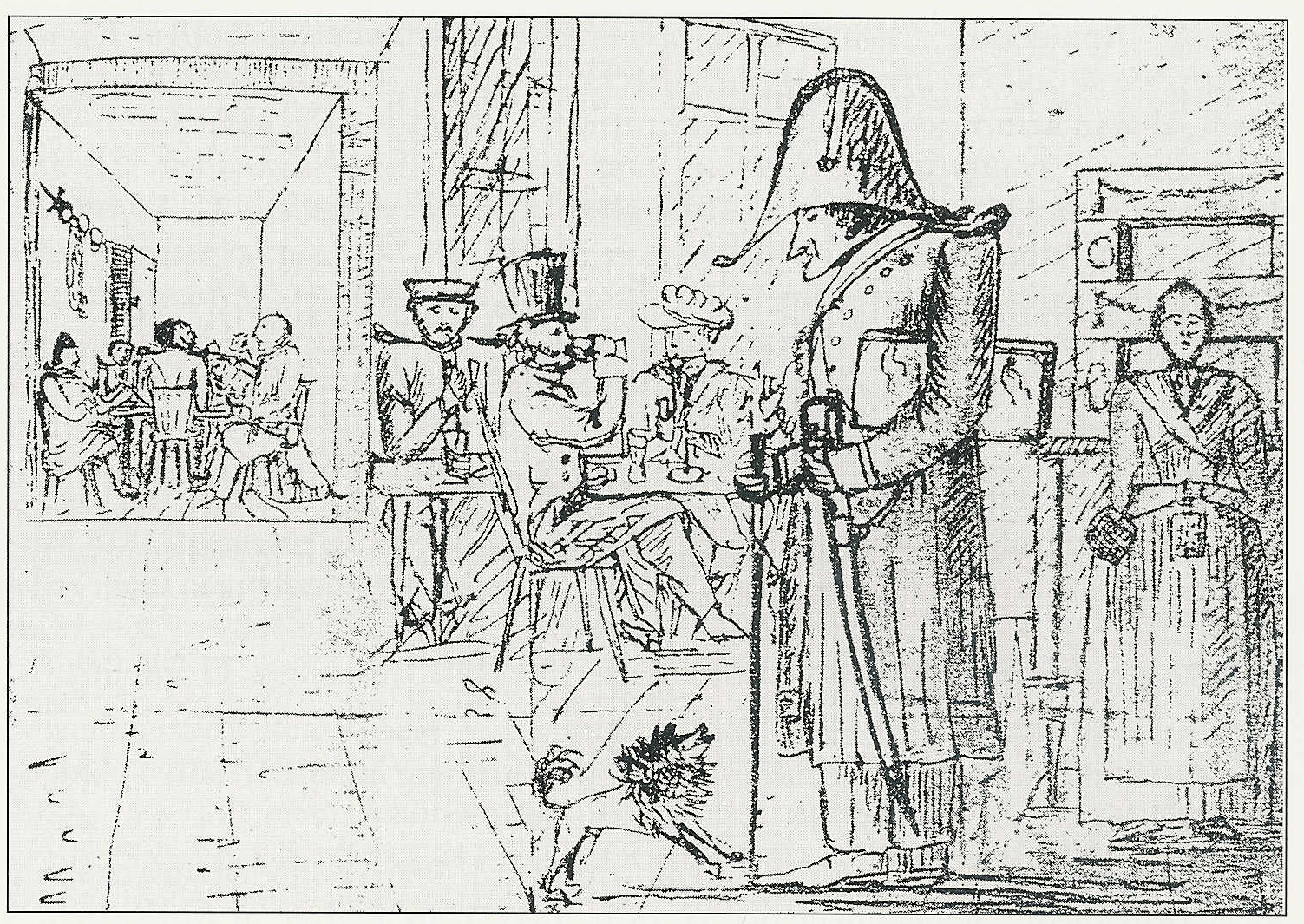
Johann Friedrich Payer (1775–1851), Oberpedell in Tübingen, kontrolliert Studenten in einer Kneipe (mit kläffendem Pudel)

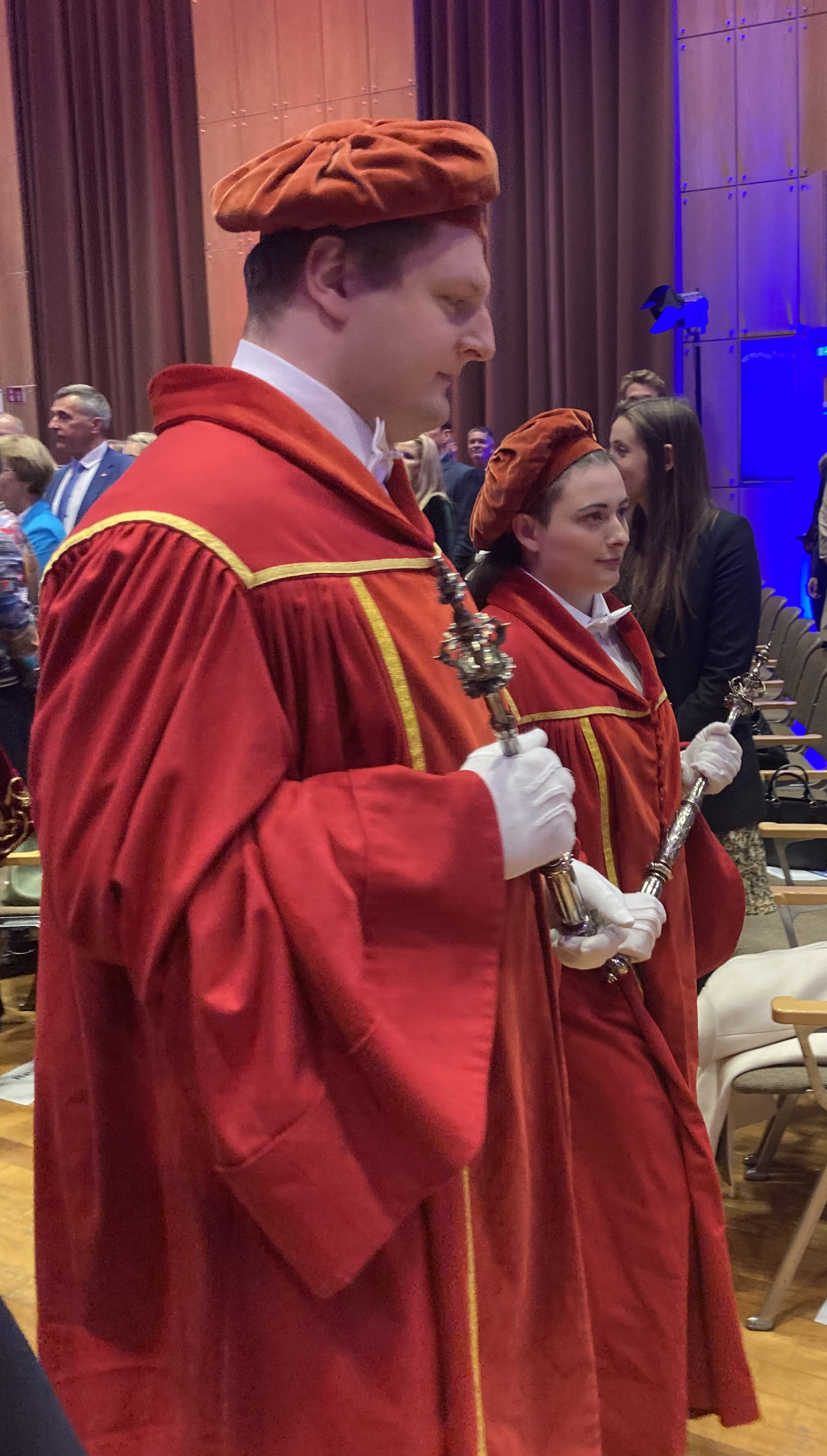
Pedelle der Universität Bonn bei der Eröffnung des Akademischen Jahres 2024/25

Ein Pedell ist eine organisatorische Hilfskraft bei öffentlichen Institutionen, wie Gerichten, Schulen und insbesondere an Universitäten.

## Begriffsherkunft
Der Begriff Pedell wird auf das spätmittelhochdeutsche pedel, pedele oder bedelle zurückgeführt, was so viel heißt wie „Hausmeister einer [Hoch-]Schule“, sowie auf das frühneuhochdeutsche bedell oder pedell, was „Gerichtsbote“ (einer Universität), „Universitätsbote“ oder „Universitätsdiener“ bedeutet. Den Ausgang nahm der Begriff aus dem gleichbedeutenden mittellateinischen pedellus bzw. bedellus, welches vermutlich die Latinisierung eines germanischen Wortes war, denn das althochdeutsche Wort bitil ist bereits im 11. Jahrhundert nachweisbar; ferner steht das altenglische bedul wie auch altnordisch biðill – wie der althochdeutsche Ausdruck – in etwa für „Bittsteller“. Möglicherweise kam es im Laufe der Zeit zudem zu einer Vermischung mit Büttel.

## Funktionen und Aufgaben
Im Mittelalter und in der Frühen Neuzeit unterstanden die Angehörigen einer Universität nicht den örtlichen Institutionen, sondern hatten ihre eigene Gerichtsbarkeit. Der Pedell hatte dabei die Exekutive inne. Er war Gerichtsdiener und für die Ordnung und Einhaltung der Universitätsgesetze zuständig. Er überbrachte an unbotsame Studenten Ladungen vor den Rektor und war für die Ausführung der akademischen Strafen verantwortlich. So gehörte auch der Karzer zu seinem Aufgabengebiet. Üblicherweise war der Pedell auch für die Organisation der akademischen Leichenbegängnisse verantwortlich.
Für die Studenten waren die Pedelle unliebsame Aufpasser, die so manchen Spaß verdarben. Der übliche Spitzname für den Pedell war „Pudel“.
Das Amt des Pedells war bis ins 16. Jahrhundert mit einem gewissen Prestige verbunden, verlor jedoch dann zunehmend an Ansehen und ist heute nur noch dem Namen nach vorhanden. Die Berufsbezeichnung gibt es vereinzelt heute noch – allerdings mit gewandeltem Tätigkeitsprofil, etwa bei den Mitarbeitern der Hausverwaltungen der Universitäten Mainz und Trier.

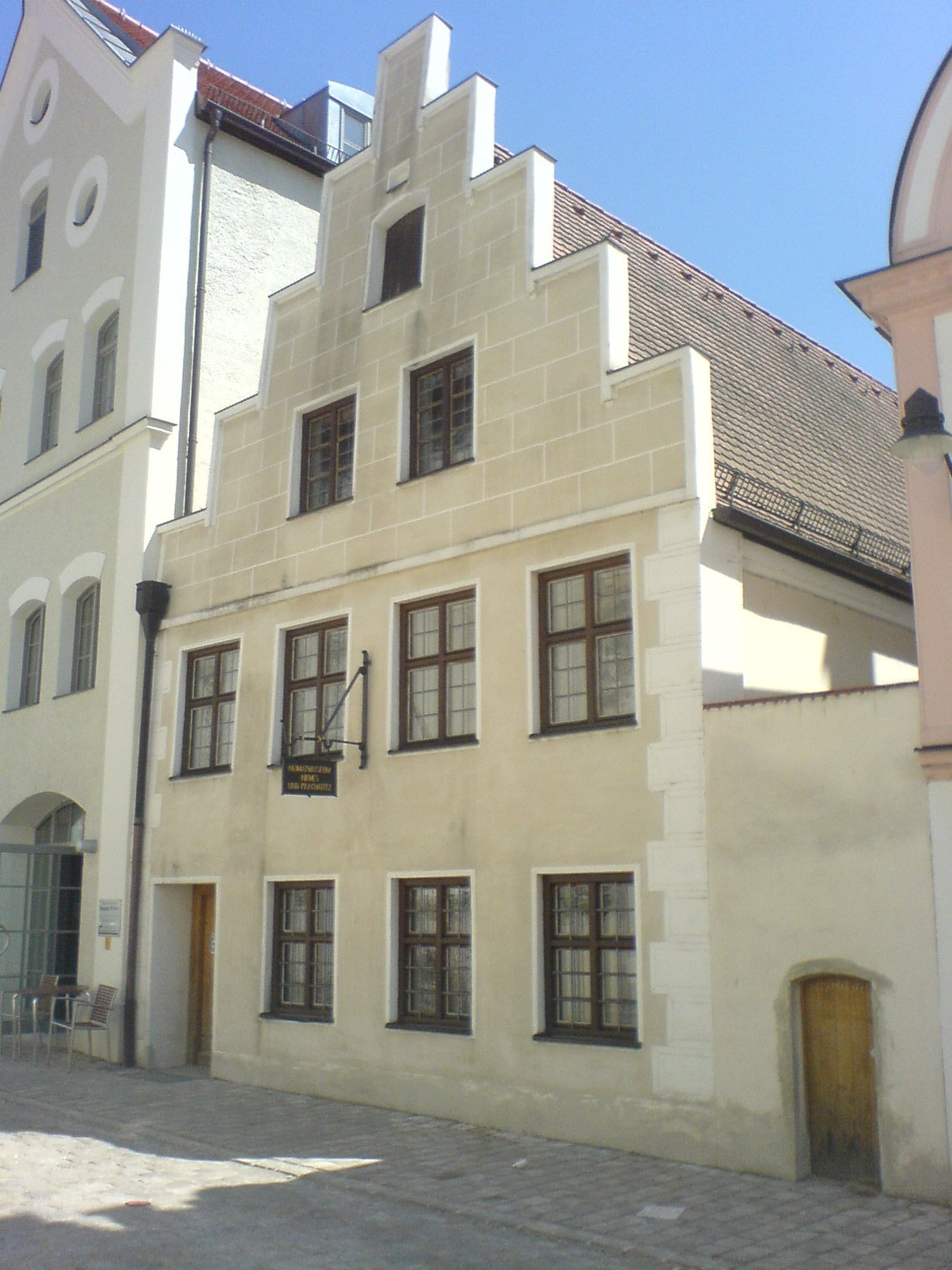
Das Pedellhaus in Ingolstadt

In Ingolstadt beherbergt das mittelalterliche Pedellhaus heute ein Heimatmuseum. Als Schutzpatronin der Pedelle wird Lucia von Syrakus angesehen.
Bekannte Pedelle waren unter anderem Wilhelm Eder, George Edwards, Louis Elsevier, Matthys Elsevier, Johann Friedrich Payer und Jakob Schmid.

## Kultur

### Pedelle in der Literatur
- Hermann Leopoldi, Erwin W. Spahn: Das Töchterlein vom Herrn Pedell. München 1929.
- Ferdinand von Schreckenstein: Der Herr Pedell und andere Erzählungen. Regensburg 1926.

### Pedelle im Film
- Der Mönch mit der Peitsche. 1967.
- Die Lümmel von der ersten Bank. 1968–1972.
- Wenn mein Schätzchen auf die Pauke haut. 1971.
- Der Pedell. 1971.
- Das fliegende Klassenzimmer. 1973.
- Die Kinder des Monsieur Mathieu. 2004.
- Sophie Scholl – Die letzten Tage. 2005.